# 길라영
길라영(1989년 3월 13일 ~ )은 대한민국의 성우로, 2013년 KBS 공채 38기로 입사했다.

## 주요 출연작품

### 외화
- 나치 영국 지부 SS-GB (KBS) - 시넌(크리스티나 콜)
- 리썰 웨폰(KBS) - 나타샤(실비아 바질)

### 다큐
- 2017.05.03 KBS 동물의 세계 <개에 관한 놀라운 비밀 1부 소중한 친구>

### 라디오

#### KBS
라디오 여행기 (KBS 3라디오)
- 2014.10.02 ~ 2014.11.02 오소희 作 <그러므로 떠남은 언제나 옳다> (낭독)
- 2016.01.23 ~ 2016.02.19 최석호 外 作 <골목길 근대사> (낭독)

연속낭독 (KBS 3라디오)
- 2014.11.17 ~ 2014.12.05 유선경 作 <꽃이 없어서 이것으로 대신합니다> (낭독)
- 2014.12.06 ~ 2015.01.05 이동우 作 <디스턴스> (낭독)
- 2015.01.28 ~ 2015.03.15 416 세월호 참사 기록위원회 작가기록단 作 <금요일엔 돌아오렴> (낭독)
- 2015.03.16 ~ 2015.04.11 김대식 作 <김대식의 빅퀘스천> (낭독)
- 2015.09.19 ~ 2015.10.31 장정일 作 <장정일의 공부> (낭독)
- 2016.06.14 ~ 2016.08.02 강창희 作 <아버지를 찾아서> (낭독)

소설극장 (KBS 3라디오)
- 2013.04.07 ~ 2013.05.03 이주호, 황조윤 作 <광해, 왕이 된 남자> (정상궁 / 궁녀1)
- 2013.05.04 ~ 2013.07.07 김진명 作 <몽유도원> (손자 며느리)
- 2013.07.08 ~ 2013.08.02 F.스콧 핏츠제럴드 作 <위대한 개츠비> (베이커)
- 2013.08.03 ~ 2013.10.02 이정명 作 <천국의 소년>
- 2013.10.03 ~ 2014.01.20 조정래 作 <정글만리>
- 2014.01.21 ~ 2014.04.08 신봉승 作 <왕을 만든 여자> (한씨)
- 2014.04.09 ~ 2014.05.19 강풀, 임형욱 作 <그대를 사랑합니다>
- 2014.05.20 ~ 2014.08.15 루이자 메이 올컷 作 <작은 아씨들> (에이미 마치)

라디오 독서실 (KBS 라디오)
- 2013.02.24 이평재 作 <당신이 모르는 이야기> (고미)
- 2013.04.14 신희 作 <아직 오지 않은 거리> (행인2)
- 2013.09.22 이태준 作 <달밤> (아낙2)
- 2013.10.06 은희경 作 <서정시대> (여대생)
- 2013.10.20 윤후명 作 <알함브라 궁전의 추억> (여직원)
- 2013.11.10 하성란 作 <카레 온 더 보더> (여자2/ 여학생2)
- 2013.11.17 손홍규 作 <배우가 된 노인> (세입자)
- 2013.11.24 윤성희 作 <이틀> (약사)
- 2013.12.01 이승우 作 <나는 아주 오래 살 것이다> (직원)
- 2013.12.08 이기호 作 <김 박사는 누구인가?> (성우)
- 2014.01.05 김승옥 作 <무진기행> (낭독/ 사내아이2)
- 2014.01.12 김승옥 作 <서울,1964년 겨울> (여주인)
- 2014.01.19 김승옥 作 <서울의 달빛 0장> (스튜어디스)
- 2014.01.26 손보미 作 <산책> (젊은 여자)
- 2014.02.02 이세은 作 <달로 간 파이어니어> (여진행자)
- 2014.03.02 윤이형 作 <쿤의 여행> (딸)
- 2014.03.09 천명관 作 <파충류의 밤> (사내 엄마)
- 2014.03.16 조해진 作 <빛의 호위> (성우)
- 2014.03.23 편혜영 作 <몬순> (주민1)
- 2014.03.30 박형서 作 <무한의 흰 벽> (젊은 여성)
- 2014.04.06 임철우 作 <세상의 모든 저녁 1편> (누나)
- 2014.04.13 임철우 作 <세상의 모든 저녁 2편> (김씨 처)
- 2014.04.20 윤고은 作 <월리를 찾아라> (미용사)
- 2014.04.27 김경욱 作 <승강기> (1203호)
- 2014.05.11 박완서 作 <후남아, 밥 먹어라> (어린 후남)
- 2014.05.18 윤정환 作 <짬뽕> (오미란)
- 2014.05.24 하성란 作 <여름의 맛> (진행)
- 2014.06.08 최은영 作 <쇼코의 미소> (하나)
- 2014.06.29 기준영 作 <이상한 정열> (무헌 아내)
- 2014.07.06 정미경 作 <목 놓아 우네> (심2 해설)
- 2014.07.13 최인석 作 <초록이 지쳐 단풍 드는데> (성미)
- 2014.07.27 김재은 作 <숫자 꿈> (김희연)
- 2014.08.03 장은호 作 <생존자> (성우)
- 2014.08.17 조동신 作 <해골술잔> (친구1)
- 2014.08.24 양수련 作 <그리고 예외는 없다> (편의점)
- 2014.08.31 이장욱 作 <우리 모두의 정귀보> (여직원/ 기자2)
- 2014.09.21 표명희 作 <심야의 소리 mp3> (아낙)
- 2014.10.05 윤이형 作 <굿바이> (스파이디2)
- 2014.11.16 정희선 作 <쏘아 올리다> (후배)
- 2014.11.23 박솔뫼 作 <그럼 무얼 부르지> (나)
- 2014.12.14 강진 作 <멸종의 기록> (직원4/ 친구)
- 2014.12.28 김중혁 作 <뱀들이 있어> (어린 민철)
- 2015.01.25 장성욱 作 <수족관> (해설)
- 2015.05.10 최지애 作 <달콤한 픽션> (미주)
- 2016.03.27 사익찬 作 <전염 무반주> (E)

KBS 무대 (KBS 라디오)
- 2013.03.02 <그들의 수천가지 물음표 중 하나> (여고생 손님)
- 2013.11.09 <오래된 인연> (장은수)
- 2013.11.23 <소수의 사례> (도우미)
- 2013.11.30 <타고났거나 변했거나> (고모)
- 2013.12.07 <한없이 낮은 슬픔> (소율)
- 2014.01.04 <레모네이드> (아이)
- 2014.01.11 <가족의 탄생> (여자/ 주인)
- 2014.02.15 <별이 뜨면 언제나> (지숙)
- 2014.03.22 <붕어빵> (유정민)
- 2014.04.05 <달걀 후라이> (미단)
- 2014.04.19 <소피마르소를 위하여> (소영)
- 2014.05.17 <환승> (이씨)
- 2014.05.24 <요조숙녀 왕순진의 날개짓> (팀장)
- 2014.05.31 <사랑은 늙지 않는다> (오다경)
- 2014.07.05 <노페인 노게인> (성형외과의사)
- 2014.07.19 <문을 닫다> (강복지사)
- 2014.07.26 <처음처럼, 그들> (산모)
- 2014.08.02 <전화하는 남자> (영숙)
- 2014.08.16 <개구리 울음소리> (어린 민석)
- 2014.09.13 <그림 바깥의 풍경> (병천댁)
- 2014.09.27 <잇꽃 붉은 날> (분이)
- 2014.10.04 <너무도 당당한 그녀> (약사)
- 2014.11.01 <천국에서 온 편지> (하은)
- 2014.11.22 <젊은 느티나무> (아이1)
- 2014.12.06 <예순님> (미희)
- 2014.12.13 <말 못하는 남자> (맞선녀)
- 2015.02.07 <빵과 장미> (지은)
- 2015.06.06 <박색춘향> (초선)
- 2015.11.07 <파가니니를 위하여> (윤하)
- 2016.04.02 <엘리트 학원 구하기> (예진)

라디오 극장 (KBS 라디오)
- 2013.02.01 ~ 2013.02.28 이명랑 作 <천사의 세레나데>
- 2013.03.01 ~ 2013.03.31 최일남 作 <그리고 흔들리는 배>
- 2013.04.01 ~ 2013.04.30 양귀자 作 <모순>
- 2013.05.01 ~ 2013.05.31 성석제 作 <위풍당당> (김새미)
- 2013.06.01 ~ 2013.06.30 이도우 作 <사서함 110호의 우편물> (애리 어머니)
- 2013.07.01 ~ 2013.07.31 박선희 作 <도미노 구라파식 이층집> (여자1/ 복희)
- 2013.08.01 ~ 2013.08.31 주호민 作 <신과 함께 - 저승편> (해설)
- 2014.01.01 ~ 2014.01.31 최제훈 作 <나비잠>
- 2014.02.01 ~ 2014.02.28 정유정 作 <내 인생의 스프링캠프> (정아 母)
- 2014.03.01 ~ 2014.04.30 천명관 作 <고래> (애꾸)
- 2014.06.01 ~ 2014.06.30 김대현 作 <홍도>
- 2014.07.01 ~ 2014.07.31 이석원 作 <실내 인간> (카페 여주인1 (지원))
- 2014.09.01 ~ 2014.09.30 류영국 作 <만월까지>
- 2014.10.01 ~ 2014.10.31 윤고은 作 <밤의 여행자들>
- 2014.11.01 ~ 2014.11.30 전명 作 <파라한>
- 2014.12.01 ~ 2014.12.31 손아람 作 <소수의견>
- 2015.01.01 ~ 2015.01.31 유영민 作 <오즈의 의류수거함>
- 2015.04.01 ~ 2015.04.30 정유정 作 <7년의 밤> (해설)

다큐멘터리 역사를 찾아서 (KBS 라디오)
- 2014.07.13 제507편 훈민정음, 누가 만들었나 (여자)
- 2014.07.27 제509편 훈민정음, 어떻게 만들었나 (궁녀1)
- 2014.09.07 제515편 두 명의 세자빈이 폐출되다 (여종1))

신성원의 문화읽기 (KBS 라디오)
- 2013.08.11 에바 일루즈 作 <사랑은 왜 아픈가>
- 2013.08.25 오쿠다 히데오 作 <소문의 여자>
- 2013.10.06 최인호 作 <타인의 방>

다큐멘터리 혁신의 승부사 (KBS 라디오)
- 2013.10.28 ~ 2013.12.31 <페이스북, 세상을 모두 연결하라>
- 2014.01.01 ~ 2014.02.28 <모니터에 한글이 뜨기까지>

책 읽는 밤 (KBS 라디오)
- 2013.05.30 J. M. 데 바스콘셀로스 作 나의 라임 오렌지 나무
- 2014.01.01 이진경 作 삶을 위한 철학수업
- 2014.01.10 메리메 作 카르멘
- 2014.01.16 나다니엘 호손 作 주홍글씨
- 2014.02.14 서포 김만중 作 구운몽 (1)
- 2014.02.15 서포 김만중 作 구운몽 (2)
- 2014.02.27 베른하르트 슐링크作 책 읽어주는 남자
- 2014.03.07 라이먼 프랭크 바움 作 오즈의 마법사 (1)
- 2014.03.08 라이먼 프랭크 바움 作 오즈의 마법사 (2)
- 2014.03.15 F. 스콧 피츠제럴드 作 벤자민 버튼의 시간은 거꾸로 간다
- 2014.03.27 김려령 作 우아한 거짓말
- 2014.03.29 톨스토이 作 두 노인
- 2014.04.05 헤르만 헤세 作 데미안
- 2014.10.11 임철우 作 포도 씨앗의 사랑

기타 (KBS 라디오)
- 2014.11.26 KBS 라디오 특별기획 <부엉이 아저씨, 이야기 좀 들려주세요!> 3편 키위새의 사랑
- 2014.11.27 KBS 라디오 특별기획 <부엉이 아저씨, 이야기 좀 들려주세요!> 4편 신기한 달걀 선물

### 오디오 드라마
- 정은기 作 <그의 불량한 유혹> (BookCube) (임정아 外)